# Lijst van stadssecretarissen van Sneek
Deze lijst biedt een overzicht van de stadsecretarissen van de Nederlandse stad Sneek tussen 1493 en 2011.
| Jaartal                               | Secretaris                      | Opmerking                                                                                    |
| ------------------------------------- | ------------------------------- | -------------------------------------------------------------------------------------------- |
| 1493                                  | Jourick Feyckasn                |                                                                                              |
| 1515                                  | Hero Abbasn                     |                                                                                              |
| 1527                                  | Peter Jans                      |                                                                                              |
| 1533                                  | Kempe Jelles                    |                                                                                              |
| 1539                                  | mr. Aggo                        |                                                                                              |
| 1540                                  | Lyeuwe Pieters                  |                                                                                              |
| 1579                                  | mr. Douwe (Dominicus) Broersma  |                                                                                              |
| 1580                                  | Mr. Anthonius Joannes Tryst     |                                                                                              |
| 1609                                  | Dr. Theodorus Leontius          |                                                                                              |
| 1614                                  | Dr. Gajus Nauta                 |                                                                                              |
| 1636                                  | Dr. Martinus Krijcx             | overleden tijdens ambtsperiode                                                               |
| 1660                                  | Dr. Meinardus van Walrichem     |                                                                                              |
| 1676                                  | Arnout van Lelijenbergh         |                                                                                              |
| 1676                                  | Dr. Sicco Wiersma               |                                                                                              |
| 1679                                  | Dr. Wilhelmus Sloterdijk        |                                                                                              |
| 1683                                  | Egbertus Haubois                | kocht het ambt, overleden tijdens ambtsperiode                                               |
| 1700                                  | Dr. Albartus Jacobus Frieswijk  |                                                                                              |
| 1738                                  | Quirijn de Blau                 | overleden tijdens ambtsperiode                                                               |
| 1743                                  | Mr. Jacobus Albertus Frieswijk  | overleden tijdens ambtsperiode                                                               |
| 1764                                  | Mr. Eco (de) Wendt              |                                                                                              |
| 1780                                  | Mr. Leonardus de Wendt          |                                                                                              |
| 1795                                  | Baucke Faber                    |                                                                                              |
| 1796                                  | Mr. Albartus Barth. Telting     |                                                                                              |
| 1802                                  | Johann Frederik Mauritz Herbell |                                                                                              |
| 1812                                  | Mr. Wicher Meurs                |                                                                                              |
| 1819                                  | Mr. Baucke Haga                 | eervol ontslagen                                                                             |
| 1867                                  | Mr. G.J. Pruim                  | overleden tijdens ambtsperiode                                                               |
| 1869                                  | H. Fennema                      |                                                                                              |
| 1876                                  | S. Haagsma                      |                                                                                              |
| 1879                                  | W. van Waning jr.               |                                                                                              |
| 1880                                  | J.W. Bennewitz                  |                                                                                              |
| 1898                                  | Jac. v.d. Laan                  |                                                                                              |
| 1915                                  | P. Sikkes                       |                                                                                              |
| 1939                                  | L. Rasterhoff                   |                                                                                              |
| 1946                                  | K. Koster                       |                                                                                              |
| vanaf dit punt is de lijst incompleet |                                 |                                                                                              |
|                                       | Gerben Middeldorp               | als gemeentesecretaris van de Gemeente Sneek                                                 |
| - 2008                                | Gerard van den Berg             | als gemeentesecretaris van de Gemeente Sneek                                                 |
| 2008 - 2011                           | Henri Meijering                 | als gemeentesecretaris van de Gemeente Sneek, opgegaan in Súdwest-Fryslân per 1 januari 2011 |